# Martin Fuksa
Martin Fuksa (* 30. April 1993 in Nymburk) ist ein tschechischer Kanute.

## Karriere
Martin Fuksa spielte in seiner Kindheit Eishockey und kam im Alter von 14 Jahren zum Kanusport.
Fuksa, der in Nymburk östlich von Prag wohnt und für den Prager Verein ASC Dukla rudert, feierte bereits früh erste Erfolge und konnte fünf Titel bei U23-Weltmeisterschaften holen. In den folgenden Jahren feierte er auch im Seniorenbereich große Erfolge. Nach Medaillen und Titeln bei Europa-Meisterschaften sowie Silber und Bronze bei Weltmeisterschaften konnte er im Jahr 2015 den Titel im Einer-Canadier über 500 Meter und die Goldmedaille bei den Weltmeisterschaften in Mailand holen. 
Bei seinen beiden Olympiateilnahmen gelang ihm trotz seiner Erfolge im Weltcup, bei Welt- und Europameisterschaften und bei den Europaspielen bisher noch nicht der Sprung aufs Podium. Sowohl bei den Olympischen Sommerspielen 2016 in Rio de Janeiro als auch bei den 2021 ausgetragenen Olympischen Sommerspielen 2020 in Tokio erreichte er das Ziel im Canadier-Einer über 1000 Meter nur als Fünfter. Dazu wurde er 2016 über 200 Meter Neunter, 2020 im Zweier-Canadier mit seinem Bruder Zehnter. Bei den Olympischen Spielen 2024 in Paris gewann er die Goldmedaille im Einer-Canadier über 1000 Meter.

## Familie
Martin Fuksa ist der Sohn des ehemaligen Weltmeisters im Canadier-Vierer, Petr Fuksa, sein Großvater Josef Fuksa ist Kanu-Trainer und trainierte auch ihn. Fuksas Bruder Petr Fuksa Jr. ist ebenfalls als Kanute aktiv. Die beiden nehmen inzwischen im Canadier-Zweier an internationalen Wettkämpfen teil. 
Die beiden Brüder vertraten Tschechien bei den Olympischen Sommerspielen 2020 im Einer-Canadier über 1000 Meter. Peter schied jedoch bereits im Viertelfinale aus, während Martin Fünfter wurde.
Martin Fuksa ist seit 2020 verheiratet.